# Víctor Balaguer
Víctor Balaguer i Cirera (n. 11 decembrie 1824 - d. 1901) a fost scriitor și om politic catalan , unul dintre inițiatorii renașterii catalane ("Renaixença").

## Opera
- 1857: Trubadurul din Montserrat ("Lo trobador de Montserrat");
- 1859: Trubadurii moderni ("Los trobadors moderns");
- 1860: Istoria Cataloniei ("Historia de Cataluña");
- 1868: Don Joan de Serrallonga;
- 1869: Speranțe și amintiri ("Esperances i records");
- 1838: Pepin cocoșatul ("Pepín el Jorobado");
- Sapho;
- 1893: Pirineii ("Los Pirineus").